# Uby
L'Uby est un ruisseau qui traverse les départements du Gers et des Landes et un affluent droit de la Douze dans le bassin versant de l'Adour.

## Géographie
D'une longueur de 12,2 kilomètres, il prend sa source sur la commune de Cazaubon (Gers), à l'altitude 145 mètres sous le nom de ruisseau de Luby.
Il coule du sud-est vers le nord-ouest et se jette dans la Douze à Lagrange (Landes), à l'altitude 94 mètres.

## Communes, cantons et départements traversés
L'Uby traverse deux communes, deux cantons et deux départements, dans le sens amont vers aval : Cazaubon (source - Gers) et Lagrange (confluence - Landes).
Soit en termes de cantons, l'Uby prend source dans le canton de Cazaubon et conflue dans le canton de Gabarret.

## Affluents
L'Uby a six affluents référencés :
- le ruisseau de la Carpoulère (rg), 2 km sur Cazaubon ;
- le ruisseau de Cabé (rd), 3,4 km sur Cazaubon et Parleboscq ;
- le ruisseau de Saint-Cricq (rd) ;
- le ruisseau de Barbotan (rd),  1,5 km sur Cazaubon ;
- le ruisseau du Sablé (rd), 3,4 km sur Lagrange ;
- le ruisseau de Mouné (rd), 3,3 km sur Lagrange.

Géoportail mentionne d'autres tributaires :
- le ruisseau des Aubars (rg), qui conflue en amont du ruisseau de la Carpoulère, sur Cazaubon ;
- le ruisseau de Saint-Orens (rd), qui conflue sur Cazaubon, en aval du ruisseau de la Carpoulère ;
- le ruisseau de Las Naouhounts (rg), qui conflue dans le lac de l'Uby.